# Micracosmeryx chaochauensis
Micracosmeryx chaochauensis är en fjärilsart som beskrevs av Clark 1922. Micracosmeryx chaochauensis ingår i släktet Micracosmeryx och familjen svärmare. Inga underarter finns listade i Catalogue of Life.